# Jean André Praefke
Jean André Praefke, né le 5 mars 1758 à Neubrandenbourg (Allemagne), mort le 17 mai 1811 à Albuhera (Espagne), est un général français de la Révolution et de l’Empire.

## États de service
Il commence sa carrière dans les troupes allemandes, avant de rejoindre la France en 1789, au début de la Révolution française.
Le 15 novembre 1792, il est élu lieutenant-colonel du 9e bataillon de volontaires de la Gironde et il sert de 1793 à 1795 à l’armée des Pyrénées occidentales. Le 13 mai 1795, il commande la demi-brigade de Gironde et Lot-et-Garonne et il passe en Vendée.
Le 23 mai 1797, il prend la tête de la 28e demi-brigade d’infanterie légère et il fait partie de l’armée d’Angleterre, puis de l’armée des Alpes en 1798 – 1799. Le 11 avril 1800, il est grièvement blessé à l'attaque du pont d'Exiles lors d’une escarmouche avec des émigrants et il est nommé chef de brigade le même jour par le général Turreau, au 28e régiment d’infanterie légère.
Le 25 novembre 1803, il prend le commandement des 11e et 12e bataillons de grenadiers de la réserve, organisés à Arras par le général Junot. Il est fait chevalier de la Légion d’honneur le 11 décembre 1803 et officier de l’ordre de 14 juin 1804. 
Il fait les campagnes d’Autriche, de Prusse et de Pologne à la Grande Armée de 1805 à 1808 et il est créé baron de l’Empire le 15 octobre 1808.
De 1809 à 1811, il participe à la guerre en Espagne au sein de l’armée du Sud et il est mortellement blessé à la tête lors de la bataille d'Albuera le 16 mai 1811. Il meurt le lendemain au bivouac.
Il est promu général de brigade le 19 mai 1811, à titre posthume.

## Armoiries
- Baron de l’Empire le 19 mars 1808 (décret), le 15 octobre 1808 (lettres patentes).

- Écartelé ; au premier de sinople au cor de chasse d'argent ; au deuxième des barons tirés de l'armée ; au troisième d'azur au chevron accompagné de trois étoiles le tout d'argent ; au quatrième d'azur au croissant montant d'argent - Livrées : les couleurs de l'écu ; le verd en bordure seulement

## Donataire
- Le 15 octobre 1809, rente de 4 000 francs sur le domaine de Westphalie.

## Sources
- (en) « Generals Who Served in the French Army during the Period 1789 - 1814: Eberle to Exelmans »
- Thierry Pouliquen, « Les généraux français et étrangers ayant servis [sic] dans la Grande Armée » (consulté le 15 octobre 2014)
- « La noblesse d’Empire » (consulté le 15 octobre 2014)
- (pl) « Napoléon.org.pl »
- Vicomte Révérend, Armorial du premier empire, tome 4, Honoré Champion, libraire, Paris, 1897, p. 79.
- A. Lievyns, Jean Maurice Verdot, Pierre Bégat, Fastes de la Légion-d'honneur, biographie de tous les décorés accompagnée de l'histoire législative et réglementaire de l'ordre, Bureau de l’administration, janvier 1844, 529 p. (lire en ligne), p. 432.